# Anna Sjödin
Anna Margareta Sjödin, under en period Hartman Sjödin, född 22 april 1976 i Össeby-Garns församling i Stockholms län, är en före detta svensk socialdemokratisk politiker och folkhögskolerektor. Hon var ordförande i SSU under tiden 3 augusti 2005 – 16 december 2006. Hon omvaldes som vicepresident i International Union of Socialist Youth (IUSY) i januari 2006. I egenskap av SSU-ordförande var hon adjungerad i den socialdemokratiska partistyrelsen och det verkställande utskottet.

## Biografi
Anna Sjödin växte upp utanför Enköping i ett centerpartistiskt hem. I sin ungdom spelade hon basket och rugby och deltog 1994 i fyra landskamper för Sverige. Efter gymnasieskolan arbetade hon ett år på ett vårdhem i England och arbetade därefter en tid på en kibbutz i Israel. Hon gick med i SSU då hon kom hem 19 år gammal. Sjödin ville egentligen bli polis men hindrades av en hörselskada. I slutet av 1990-talet flyttade hon till Umeå för att studera till socionom; 2002 tog hon examen. Hon blev distriktsordförande för SSU i Västerbotten och invaldes 2001 i SSU:s förbundsstyrelse. Innan hon blev vald till ordförande arbetade hon på ett skyddsboende för hotade kvinnor.

### SSU-ordförande
Sjödin valdes enhälligt till ny förbundsordförande på SSU:s kongress i augusti 2005, sedan ordföranden Ardalan Shekarabi inte ställde upp till omval.
Sjödin drev under sin tid som SSU-ordförande ett antal samhällskritiska frågor och drog sig inte för att också kritisera socialdemokratiska statsråd. Exempelvis anklagade hon justitieministern Thomas Bodström för att driva en integritetskränkande politik. Hon kritiserade även utrikesministern Jan Eliasson och det svenska förhandlingsarbetet i Mellanöstern som hon kallade "pinsam svensk utrikespolitik" och tyckte att de ansvariga statsråden Hans Karlsson och Jens Orback borde "vakna upp ur sin törnrosasömn" när det gällde insatserna på jämställdhetsområdet. 
Inför Socialdemokraternas valmanifest drev Sjödin flera frågor, däribland den att partiet skulle arbeta för att osakliga löneskillnader mellan män och kvinnor skulle utraderas till 2010 och den om en nollvision för hemlöshet. Hon lanserade förslaget att svenska kommuner enligt en finländsk modell skulle hjälpa skuldsatta människor med så kallade sociala lån.
Ett annat uppmärksammat uttalande av Sjödin var det i samband med hennes kritik av Centerpartiets förslag till särskilda nyanställningsavtal för arbetslösa ungdomar. Sjödin frågade "Hur många brända bildäck krävs för att centerpartiet ska fatta att inga ungdomar varken i Sverige eller Frankrike vill bli rättslösa på arbetsmarknaden?". Detta sågs av vissa som ett sätt att legitimera utomparlamentariska metoder. En sådan avsikt förnekade Sjödin. 
Sjödin anses under sin tid som SSU-ordförande ha bidragit till att laga sprickorna i det konfliktfyllda ungdomsförbundet.

### Bråket på Crazy Horse
Sjödin greps den 29 januari 2006 efter bråk med vakterna på krogen Crazy Horse i Stockholm. Upprinnelsen skulle ha varit att Sjödin ansågs överserverad. Den 7 april 2006 åtalades hon för våld mot tjänsteman, våldsamt motstånd, förolämpning (genom rasistiska tillmälen) samt egenmäktigt förfarande genom avlägsnande av en vaktbricka, som senare påträffades i den polisbil som förde henne till förvar. Sjödins motanmälan mot ordningsvakten avskrevs. Åklagaren yrkade på fängelse. Den 12 oktober 2006 fälldes hon på samtliga punkter av Stockholms tingsrätt – förolämpningen ansågs dock som ringa –  och dömdes till 120 dagsböter à 300 kronor samt skadestånd på 5 500 kronor till vakten för sveda och värk. Sjödin skrev därefter i ett öppet brev till SSU-medlemmarna att hennes tro på rättssystemet varit missriktad.
Domen överklagades av båda parterna, men hovrätten gav ej prövningstillstånd. Den 16 december 2006 avgick Sjödin som SSU-ordförande efter rekommendation från LO-ordförande Wanja Lundby-Wedin och krav från nio SSU-distrikt. Samma dag tillbakavisade hon i en debattartikel alla anklagelser och såg sig som offer för rättsprocessen. Sjödin överklagade utan framgång hovrättens beslut till Högsta domstolen.

### Efter SSU-åren
Från 2008 till 2018 var Sjödin rektor för Vindelns folkhögskola i Västerbotten.  Som sådan bestämde hon sig att vägra Sverigedemokraterna att delta i en EU-debatt i Vasakyrkan i Umeå 6 maj 2009.
Tillsammans med sin tidigare man Thomas Hartman utgav hon 2010 boken Vem bryr sig? En bok om Sverige. där ett kapitel ägnas de händelser som föranledde henne att avgå som SSU-ordförande.